# دوري ساموا الأمريكية لكرة القدم 2011
دوري ساموا الأمريكية لكرة القدم 2011 هو موسم من دوري ساموا الأمريكية لكرة القدم. فاز فيه Pago Youth FC ‏.